# Max Mallowan
Max Mallowan, sir Max Edgar Lucien Mallowan (ur. 6 maja 1904 w  Londynie, zm. 19 sierpnia 1978 w Wallingford) – brytyjski archeolog specjalizujący się w historii Bliskiego Wschodu.

## Życiorys
Studia w zakresie filologii klasycznej odbył w New College na Uniwersytecie Oksfordzkim. Karierę naukową rozpoczął jako asystent Leonarda Woolleya w wykopaliskach na terenie starożytnego Ur, Nimrud i Niniwy w 1925 roku. Jako pierwszy w połowie lat 30. XX wieku prowadził badania m.in. wokół Tell Arbid w Syrii, mieście powstałym ok. 2800 p.n.e. Kierował pracami wykopaliskowymi (często pionierskimi) w historycznej północnej Mezopotamii, dokonując wielu odkryć na stanowiskach Tell Arpaczija, Czagar Bazar i Tell Brak. Uzupełnił wiedzę na temat odkrytej przez Maxa von Oppenheima neolitycznej kultury Halaf.
W czasie II wojny światowej służył jako oficer łącznikowy przy Polskim Zespole Myśliwskim, znanym jako „Cyrk Skalskiego”. Po wojnie został dyrektorem British School of Archaeology in Iraq (obecnie British Institute for the Study of Iraq).
Był drugim mężem brytyjskiej powieściopisarki Agathy Christie (związek małżeński zawarto 11 września 1930), która towarzyszyła mu w kampaniach archeologicznych, opisując je w książce Opowiedzcie jak tam żyjecie (Come, Tell Me How You Live) wydanej w 1946 roku. Po jej śmierci Mallowan w 1977 ożenił się ze swoją długoletnią współpracownicą, asyrolożką Barbarą Hastings Parker.

## Kalendarium
- 1937–1938 – kierownictwo badań na stanowisku Tell Brak
- 1949–1958 – dyrektor British School of Archaeology in Iraq
- 1949–1960 – profesor katedry Western Asiatic Archaeology w London University
- 1960 – odznaczenie Orderem Imperium Brytyjskiego
- 1966 – ogłoszenie wyników badań w fundamentalnej publikacji Nimrud and Its Remains
- 1968 – nadanie tytułu szlacheckiego za zasługi na polu archeologii
- 1977 – opublikowanie autobiografii Mallowan’s Memoirs